# 藤五
藤五（ふじご）は、1964年（昭和39年）から1985年（昭和60年）まで群馬県高崎市にあった百貨店である。
1969年（昭和44年）8月に東京証券取引所第2部に上場したが、1979年（昭和53年）8月2日に上場廃止。
ちなみに屋号の藤五は、創業者の野口貞一の先祖が花川戸（東京都台東区浅草）で営んでいた回槽問屋「藤屋五郎次」の名前からとったものである。

## 歴史
1951年（昭和26年）に野口が群馬県高崎市中紺屋町に呉服と洋品を扱う小売店を開いたのが始まりである。
同店は開業から4年後には売上高1.5億円を計上し高崎市でトップとなり、関東地方でも知られる存在となった。さらに1957年（昭和32年）に高崎市鞘町の「有賀百貨店」を買収して移転し、売場面積を拡大して一段の売上伸張を図った。
百貨店が無かったことから地元財界や伊勢丹などの支援を受けて百貨店を開設することになり、1964年（昭和39年）には高崎市連雀町の高崎警察署跡に地上5階・地下1階建て、売場面積は当時群馬県最大規模の1万1,000m2で群馬県で二番目の百貨店として藤五百貨店を開業した。
群馬県初の百貨店であった前三百貨店（前橋市千代田町、現在の前橋テルサが建つ場所）がなかば半官半民で設立したのに対して、藤五百貨店の場合は扇屋（千葉県千葉市）などと同様に関東地方の有力洋品店からの発展であった。そのため販売ノウハウに長けたために、1965年（昭和40年）には売上高25.8億円を計上し開業時から好調であった。これは前三百貨店の売上高11.7億円の2倍以上の規模であり、開業早々に群馬県でトップの売上高を誇る小売店となった。
さらには、太田市や栃木県足利市などに藤五百貨店の分店的な総合スーパー「藤五ストア」を出店し、1969年（昭和44年）8月に東京証券取引所第2部に上場するまでに成長した。
しかし1968年（昭和43年）、前橋市に本拠を持つスズラン百貨店が高崎市に進出と大型化、ダイエー、ニチイ、髙島屋の進出が取り沙汰されると高崎市は大型店同士の競争激化が懸念され始めた。
これまで高崎市は高島屋ストア、十字屋、八木橋支店、丸専、大手月賦店緑屋など藤五を除くと売場面積3,000m2にも満たない小型店がひしめきあう地域であった。それ故に藤五のアドバンテージがこれら大規模の出店ラッシュで地位が脅かされるのは確実であった。その危惧から藤五は1969年（昭和44年）3月に伊勢丹とそれまで商品提携のみであった関係を強化、業務提携するに至った。
さらに伊勢丹との提携強化と相前後して、同年10月にはイトーヨーカドーや扇屋などと共に共同仕入機構「ナルサ」を設立するなどして競争力の強化を図った。
また一連の大型店進出ラッシュに対抗するため新館を建設して大規模な増床を実施。（新館の売場面積7,000m2）
群馬県で最大の売場面積1万8,000m2を維持することとなった。だが本館の建物の償却が終わらない中での投資であったため、資金面での不安が生じ始めた。その経緯から資金面の協力を仰ぐため、1973年（昭和48年）6月に伊勢丹と資本提携し藤五伊勢丹に社名変更した。
1970年代後半の高崎市は当初の取り沙汰通りダイエー、ニチイ、高崎髙島屋の3店が高崎駅前へ大規模小売店舗法による出店調整のため売場面積の削減があったものの進出を果たしていた。この一連の出店ラッシュにより、駅から離れた中心市街地にあった十字屋や緑屋が撤退に追い込まれた。
藤五は社名変更後、群馬県下最大の売場面積を維持したこともあり、1975年（昭和50年）1月期決算で売上高120億円を計上し販売面でも高崎最大規模を維持した。
だが、新館建設の影響で有利子負債が約114億円となり、その利払いだけで年間約10億円の負担が生じた。
その為、同年1975年（昭和50年）1月期決算から連続赤字に陥って、約250億円の累積赤字を抱えて経営危機に陥ることになった。
また新館も本館との間に公道が存在したため効率の良い売場運営が難しく業績に寄与しなかった。さらに市内の他店と比較すると、藤五本館が1万1,000㎡に対しスズラン百貨店高崎店は本館が約1万7,000m2、高崎高島屋もスズラン百貨店と同じ約1万7,000m2、ニチイ高崎店が約1万3,000m2、ダイエー高崎店が約1万m2あり、高崎市の百貨店のなかでは規模に見劣りがあった。
以上の点から、藤五は売場構成では売場面積上の広いものの、双方ともに確保したい商品展開も困難であった。さらには公道の買収も資金不足もあって進まなかった。
この経営危機に対応するため、群馬銀行を中心とする銀行団や伊勢丹なども加わって経営再建策を策定。
人員を約3分の1の削減するとともに、新館を売却して売り場を本館のみに集約することとなった。
新館は約60億円で1977年（昭和52年）11月に伊勢丹の子会社マミーナに売却されてファッションビルBIBI高崎に転換させた。
しかし、その後も、子会社の藤五ストアが1978年（昭和53年）12月20日に、負債総額65億7000万円で、前橋地方裁判所高崎支部に自己破産を申請して経営破綻。
百貨店本体の売上高も1975年（昭和50年）1月期の120億円が1985年（昭和60年）1月期の54億8000万円まで落ち込んだ。
こうした業績低迷の影響で、3期連続の債務超過におちいったことから、1979年（昭和53年）8月に東京二部上場も廃止となった。
また野口の没後の1982年（昭和57年）3月、伊勢丹は藤五の発行済み株式の過半を取得、社名を高崎伊勢丹とし店名も同一のものにした。そして伊勢丹主導でリニューアルを実施し、店内の構成も伊勢丹色を強めていった。だが業績はさらに減少し、1985年（昭和60年）1月期決算で売上は54億8000万円とピーク時の半分以下となりリニューアルは失敗に終わった。
1985年（昭和60年）1月期の累積損失が87億3700万円を抱えることになったことから閉店を決定。
同年8月4日をもって閉店した。
なお、法人は閉店後もしば存続し、累積した損失や店舗などの不動産の処分などの残務処理を行う形を取った。
閉店後本館は取り壊され駐車場となり、BIBI高崎は高崎伊勢丹閉店後も営業を続けたが、1985年（昭和60年）9月に閉店し、取り壊された。
BIBI高崎閉店後は映画『ビー・バップ・ハイスクール 高校与太郎音頭』の撮影にも使われた。また本館の入口に通じるエントランス跡にも伊勢丹の旧商標が描かれた看板も残っていた。
そして2005年（平成17年）に一部敷地が売却され、タワーマンションが建設された。

## 藤五ストア
1978年（昭和53年）12月20日に、負債総額65億7000万円で、前橋地方裁判所高崎支部に自己破産を申請した。

### かつて存在した藤五ストアの店舗

#### 群馬県
- 館林店（館林市谷越町萱場319[25]、1962年（昭和37年）12月8日開店[25] - ?）

売場面積850m2 → 977m2。
- 渋川店（渋川市新町萱場1861-1[25]、1963年（昭和38年）3月23日開店[25] - ?）

売場面積1,386m2 → 1,437m2。
- 高崎店（高崎市宮本町17[25]、1969年（昭和44年）11月開店[25] - ?）

売場面積380m2 → 1,187m2。
- 前橋店（前橋市表町2-2-6[27]）

売場面積850m2。
- 太田店（太田市本町16-20[27]、?開店 - 1978年（昭和53年）12月閉店[28]）

売場面積3,312m2。
大川屋の跡に出店していた。
- 中之条店（吾妻郡中之条町伊勢町985-8[27][30]）

売場面積457m2 → 552m2。

#### 栃木県
- 栃木店（栃木市万町3-23[31]、1961年（昭和36年）11月7日開店[31] - ?）

売場面積637m2。
- 佐野店（佐野市大和田町2063[32]、1962年（昭和37年）6月24日開店[31] - ?）

売場面積640m2 → 1,946m2。
- 足利店（足利市伊勢町3-6-4[33]（旧・289-5[34][35]）、1968年（昭和43年）6月5日開店[35]）

売場面積4,550m2。
店内には展望室などが設置され、外観も趣向を凝らした店舗であった。地階に食料品売場、最上階に展望レストランが設置されるなど、フルライン型の構成であった。

#### 埼玉県
- 熊谷店（熊谷市熊谷3130[36][37]、1962年（昭和37年）2月1日開店[36][37] - ?）

売場面積1,386m2 → 2,224m2。
星川通に出店していた。